# Lord of War (phim)
Trùm chiến tranh (tựa gốc tiếng Anh: Lord of War) là một bộ phim điện ảnh Mỹ được sản xuất năm 2005, do Andrew Niccol viết kịch bản và đạo diễn. Diễn viên chính trong phim là Nicolas Cage.
Phim được phát hành tại Hoa Kỳ vào ngày 16 tháng 9 năm 2005, phiên bản DVD được phát hành sau đó vào ngày 17 tháng 1 năm 2006 và phiên bản Blu-ray vào ngày 27 tháng 7 năm 2006. Cage vào vai một kẻ buôn lậu vũ khí, có nhiều điểm giống với tay buôn vũ khí thời hậu Liên Xô Viktor Bout và Leonid Minin. Phim nhận được sự tán đồng chính thức từ tổ chức nhân quyền Amnesty International khi cảnh báo về nạn buôn lậu vũ khí trên toàn cầu.

## Nội dung
Mở đầu phim, Yuri Orlov (Nicolas Cage), một tay buôn lậu súng người Mỹ gốc Ukraina, đứng trước một đống vỏ đạn, hắn tin rằng cứ mỗi 12 người trên thế giới này thì có một người sở hữu vũ khí. Và hắn đang suy nghĩ làm sao để bán cho 11 người kia. Khi đoạn tiếp theo chạy, chủ yếu là cảnh viên đạn trước ống camera đi theo quy trình sản xuất ra một viên đạn ra sao và nó được sử dụng để bắn xuyên qua đầu một đứa trẻ cũng đang cầm một khẩu AK-47. Bài nhạc trong suốt đoạn phim là bài ‘’For What it’s Worth’’ của Buffalo Springfield.
Vào năm 1982, qua cuộc hội thoại, Yuri miêu tả quá trình bắt đầu sự nghiệp của mình. Sau khi thấy cảnh tên mafia Nga giết 2 tên – có thể là sát thủ trong nhà hàng, hắn nhận ra mục tiêu của nhà hàng là cung cấp nhu cầu ăn uống của khách, do đó hắn quyết định hắn sẽ cung cấp nhu cầu súng đạn cho mọi người. Hắn rủ em mình là Vitaly (Jared Leto) cùng hình thành kinh doanh súng đạn. Vụ làm ăn đầu tiên của Yuri diễn ra trong Cuộc chiến Liban năm 1982, hắn bán súng cho tất cả các phe phái.
Khi công việc kinh doanh phát đạt, Yuri gặp phải vấn đề đầu tiên của mình, Jack Valentine (Ethan Hawke), một đặc vụ liêm khiết của Interpol. Để tránh bị bắt giữ, Yuri đã cho đổi tên con tàu từ ‘’Kristol’’ thành ‘’Kono’’ để đánh lạc hướng Valentine. Trong suốt cuộc giao dịch với một tên trùm ma túy Colombia, thay vì phải nhận tiền mặt, hắn chỉ được trả bằng 6 kg côcain. Tên trùm chỉ có ma túy để trả, hai bên giằng co và Yuri bị bắn, nên đành chấp nhận điều kiện. Vitaly trộm 1 kg để đi hít và trở thành con nghiện. Yuri dẫn Vitaly đến trại cai nghiện, và từ thời điểm đó Yuri phải tự gánh vác công việc một mình. Sớm sau đó, hắn tỏ tình và cưới được Ava Fontaine (Bridget Moynahan) và họ có được đứa con trai tên Nikolai (Nicky).
Yuri có được hợp đồng lớn thứ hai nhờ vào sự tan rã của Liên Xô, Yuri nhanh chóng đến Ukraina sau khi Mikhail Gorbachev từ chức trên truyền hình năm 1991. Hắn bắt đầu mua lậu xe tăng và những thứ vũ khí khác từ giới lãnh đạo quân sự mới của Ukraina để mở rộng hoạt động của mình.
Cho đến một ngày, Valentine tiết lộ cho Ava biết rằng Yuri là một tay buôn lậu vũ khí. Ava cố thuyết phục hắn ngừng lại. Chỉ sau thời gian ngắn, hắn lại quay trở lại vì thật khó khi không thể kiếm được nhiều tiền như trước. Hắn bị ép buộc trở lại khi khách hàng thân thuộc của hắn, nhà độc tài ở Liberia, Andre Baptiste Sr. đến tìm và đề nghị rất nhiều tiền.
Yuri mang Vitaly theo tới Liberia vì hắn không còn tin ai được nữa. Trong cuộc trao đổi, Vitaly thấy một nhóm phiến loạn giết hại người phụ nữ và con cô bằng dao rựa, anh cố ngăn Yuri lại, nhưng Yuri không chịu. Vitaly lấy lựu đạn và làm nổ tung một nửa chuyến hàng. Anh tính phá hủy luôn nửa còn lại thì bị đám lính RUF bắn chết.
Tại Mỹ, Valentine theo dõi Ava và tìm ra được container chứa tài liệu của Yuri. Ava và bố mẹ của Yuri đã ruồng bỏ hắn, Yuri thì bị bắt vì an ninh sân bay phát hiện được viên đạn trong thi thể của Vitaly. Valentine thuyết phục Yuri nên nhận tội vì anh đã có đủ bằng chứng để kết tội hắn và đảm bảo rằng hắn sẽ dành phần đời còn lại trong nhà tù liên bang. Tuy nhiên Yuri lại tỏ ra thảnh thơi và nói với Valentine rằng hắn sẽ không bị kết bất kỳ tội gì và rằng viên sĩ quan cấp cao hơn Valentine sẽ kêu anh ra và khen ngợi đồng thời yêu cầu anh thả ngay hắn ra. Valentine tức giận và cho rằng Yuri là con quỷ địa ngục, Yuri nói rằng hắn chỉ là "quỷ sai vặt" thôi, rằng hắn chỉ là người thay thế cấp trên tối cao của anh để đi buôn, người không thể lộ diện trong những phi vụ như thế được, đó là Tổng thống của Hợp Chủng Quốc Hoa Kỳ. Cuối cùng những điều mà Yuri nói thành sự thật, Yuri được thả ngay sau khi viên Đại tá của Thủy quân lục chiến Oliver Southern nói chuyện với Valentine.
Một đoạn thoại nhỏ cho thấy, so với những tay buôn nhỏ lẻ như Yuri, thì 5 nước thành viên thường trực của Hội đồng bảo an lại là những tay sản xuất và buôn bán vũ khí lớn nhất thế giới – Hoa Kỳ, Liên hiệp Anh, Nga, Pháp và Trung Quốc.

## Diễn viên tham gia
- Nicolas Cage trong vai Yuri Orlov
- Jared Leto trong vai Vitaly Orlov
- Bridget Moynahan trong vai Ava Fontaine Orlov
- Ethan Hawke trong vai Jack Valentine
- Eamonn Walker trong vai André Baptiste Sr.
- Sammi Rotibi trong vai André Baptiste Jr.
- Tanit Phoenix trong vai Candy
- Ian Holm trong vai Simeon Weisz
- Donald Sutherland trong vai Đại tá Oliver Southern (giọng nói)
- Eugene Lazarev trong vai tướng Dmitri Volkov
- Kobus Marx trong vai Boris

## Sản xuất
Cảnh 50 chiếc xe tăng mà Yuri mua của tướng Dmitri Volkov trong phim được một nguồn phía Cộng hòa Séc cung cấp. Mấy chiếc tăng được cho mượn vào tháng 12 cuối năm làm phim và họ phải trả lại để nguồn của họ đem bán chúng cho Libya. Đoàn sản xuất phim đã phải mua 3000 khẩu AK-47 thật vì chúng rẻ hơn mấy khẩu súng giả.

## Đón nhận

### Phê bình
Lord of War nhận được nhiều lời phê bình tích cực, phim đạt được 61% trên Rotten Tomatoes, phim cũng được lời khen cho kỹ thuật phim hay trên National Board of Review.

### Công chiếu
Phim đạt được doanh thu trong tuần đầu là $9,390,144. Sau 7 tuần công chiếu, phim đạt được doanh thu $24,149,632 tại thị trường Hoa Kỳ và $48,467,436 ở hải ngoại.

## Các vùng chiến sự
- Nội chiến Sierra Leone
- Nội chiến Liban
- Nội chiến Somali
- Nội chiến ở Afghanistan
- Nội chiến lần thứ hai ở Liberia